# Шмаков, Михаил Викторович
Михаи́л Ви́кторович Шма́ков (род. 12 августа 1949, Москва, СССР) — российский общественный деятель. Председатель Федерации независимых профсоюзов России с 1993 по 2024 год. Член Государственного Совета Российской Федерации с 21 декабря 2020 года. Полный кавалер ордена ордена «За заслуги перед Отечеством».

## Ранние годы
Родился 12 августа 1949 года в Москве в семье служащих. После окончания средней школы в 1966 году поступил на факультет энергетического машиностроения Московского высшего технического училища имени Н. Э. Баумана, которое окончил в 1972 году по специальности инженер-механик. После окончания училища работал инженером на предприятии оборонной промышленности Центральном научно-исследовательском институте автоматики и гидравлики (ЦНИИАГ).
В 1975—1977 годах Михаил Шмаков проходил службу в ракетных войсках стратегического назначения (РВСН) в Прибалтике, командир электроогневого отделения ракетного комплекса.
В 1977 году он вернулся в оборонную промышленность, где стал ведущим инженером. В ЦНИИ автоматики и гидравлики занимался разработкой и испытаниями ракетной техники, в том числе комплекса «Ока», участвовал в создании космической системы «Буран».
С 1977 года по 20 августа 1991 года член КПСС. В 1982 году окончил Высшую партийную школу МГК КПСС.

## Руководитель Московских профсоюзов
На профсоюзной работе с 1986 года. С 1986 по 1988 год являлся председателем Московского горкома профсоюза рабочих оборонной промышленности.
- В 1987 году получил второе высшее экономическое образование.
- С 1988 по 1990 год — председатель бюро ЦК профсоюза рабочих оборонной промышленности по руководству профсоюзными организациями.
- 1990 год — председатель Московского городского Совета профсоюзов[2].
- Делегат XVIII съезда ВЦСПС, а также XIX съезда профсоюзов СССР (23—27 октября 1990 года), на котором была образована Всеобщая конфедерация профсоюзов (ВКП) СССР. Был избран членом Совета ВКП. На пленуме Совета ВКП 30 ноября 1990 года был избран председателем комиссии по законодательной инициативе и правозащитной работе.
- С 1990 по 1994 год — председатель Московской федерации профсоюзов.

## Во главе ФНПР
С 1993 года по настоящее время — председатель Федерации независимых профсоюзов России. Шесть раз (1996, 2001, 2006, 2011, 2015, 2019) переизбирался на эту должность.
Избрание Шмакова происходило в сложных для Федерации независимых профсоюзов России условиях. Во время противостояния в 1993 году президента России Б. Ельцина и Верховного совета РСФСР ФНПР поддержала парламент, призвав рабочих к забастовкам против неконституционных действий Б. Ельцина. В ответ были заморожены счета профсоюзных организаций, а глава ФНПР И. Клочков ушел в отставку. В этих условиях ФНПР возглавил Михаил Шмаков.
Накануне думских выборов 1995 года созданное ФНПР движение «Профсоюзы России — на выборы» вело переговоры о вхождении в левоцентристский «Блок Ивана Рыбкина». 21 июля 1995 года подписал заявление группы политических деятелей во главе с Иваном Рыбкиным и Борисом Громовым о создании «Блока левоцентристской ориентации». В августе создан избирательный блок «Профсоюзы и промышленники России — Союз труда» вместе с Российской объединённой промышленной партией. Общефедеральный список блока возглавили председатель РОПП Владимир Щербаков, его заместитель Вольский и Михаил Шмаков, который упоминался в СМИ как член президиума Высшего Совета РОПП. Блок «Профсоюзы и промышленники России — Союз труда» баллотировался под N2 в списке кандидатов в депутаты Государственной Думы от блока. Блок не преодолел 5-процентного барьера, получив 1 076 072 голоса (1,55 %) — 15-е место из 43 участников. На 1997 — член президиума Высшего совета РОПП.
13—14 марта 1996 года III конференция движения «Профсоюзы России — на выборы» переименовала организацию в «Общественное движение „Союз труда“». Вместо М. В. Шмакова председателем Генерального совета движения был избран Вячеслав Гончаров (в 1998 году движение СТ возглавил ближайший помощник М. В. Шмакова Андрей Исаев).
На президентских выборах лета 1996 года поддерживал кандидатуру Бориса Ельцина.
В декабре 1996 года на III съезде ФНПР подавляющим большинством голосов переизбран (при безальтернативном голосовании) на второй срок председателем ФНПР.

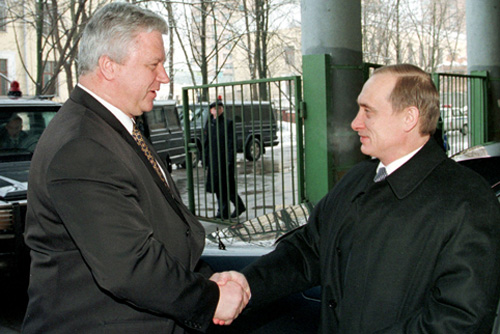
С президентом России Владимиром Путиным, 16 февраля 2000 г.

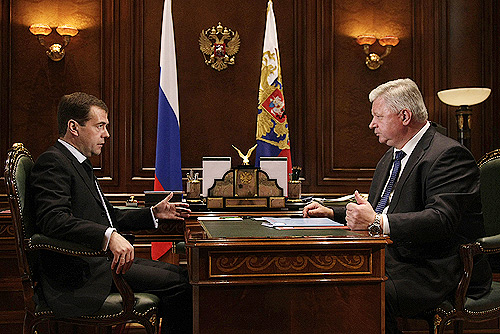
С президентом России Дмитрием Медведевым, 18 мая 2009 г.

- Указом Президента РФ от 15 января 1998 года был введен в состав Объединённой комиссии по координации законодательной деятельности.
- В 1994—1999 годах возглавлял оргкомитет международного хоккейного турнира «Кубок Спартака».
- С 2004—2022 год был президентом Всеобщей конфедерации профсоюзов (ВКП)[5][7].
- В 2005—2008 годах член Общественной палаты Российской Федерации первого состава.
- С 2006 года является членом Исполнительного бюро и Генерального совета Международной конфедерации профсоюзов (МКП, International Trade Union Confederation)[5].
- С 2007 года является президентом Всеевропейского регионального совета профсоюзов Международной конфедерации профсоюзов[4].
- С 1993 по 2003 год он избирался членом административного совета Международной организации труда (МОТ)[5].
- В 2005—2006 годах избирался вице-президентом Международной конфедерации свободных профсоюзов.

В 2008 году правящая в Российской Федерации партия «Единая Россия» начала создание профсоюза офисного и управленческого персонала «Вместе», но Шмакову удалось убедить российские власти не поддерживать этот проект и проект фактически был свернут. В 2011 году Шмаков был переизбран на посту председателя ФНПР, несмотря на то, что на это место обсуждалась кандидатура одного из руководителей «Единой России» Андрея Исаева (он снял свою кандидатуру, призвав голосовать за Шмакова).
Михаил Шмаков является членом президиума независимой организации «Гражданское общество», Национального Гражданского комитета по взаимодействию с правоохранительными, законодательными и судебными органами, Правления Вольного экономического общества России, президиума и совета Всемирного Русского Народного Собора.
Также является президентом Института профсоюзного движения Академии труда и социальных отношений, председателем Совета попечителей данной Академии, её почетным профессором.
В январе 2018 года стал доверенным лицом Владимира Путина на президентских выборах 18 марта 2018 года.
В 2024 году стал доверенным лицом кандидата в президенты России Владимира Путина.

## Награды и звания
Михаил Шмаков — почетный доктор Академии безопасности Российской Федерации, почетный доктор и председатель совета попечителей Санкт-Петербургского Гуманитарного университета профсоюзов.

## Сочинения
Он автор многочисленных книг и статей по вопросам социально-трудовых отношений, социальной политики, теории и практики рабочего и профсоюзного движения:
- «Профсоюзы России на пороге XX века» М.: РАСИ, 1999;
- «ФНПР в меняющемся обществе» М.: ФНПР, 2006;
- «ФНПР в вопросах и ответах» М.: ФНПР, 2006.

Председатель независимых профсоюзов России Михаил Шмаков 28 июля 2016 года вошёл в Совет по стратегическому развитию России. Соответствующий указ президента Владимира Путина размещён на официальном интернет-портале правовой информации.

## Критика
Несмотря на длительное руководство ФНПР, Шмаков малоизвестен даже большинству членов Федерации. Социологическое исследование 2009 года показало, что только 12 % опрошенных членов Федерации независимых профсоюзов знали, что Шмаков руководит ФНПР. Доверяли Шмакову только 13 % опрошенных членов профсоюза, а не доверяли 19 % опрошенных членов профсоюза.

### Сокращение численности ФНПР
При Шмакове за 20 лет численность работников, входящих в ФНПР, сократилась более, чем в 2 раза — с примерно 45 млн человек (1996 год) до 21 млн человек (2016 год).

### Коррупционные непрозрачные схемы с профсоюзным имуществом
На период руководства Шмакова пришлась масштабная распродажа огромного имущества, доставшегося Федерации от ВЦСПС. К 2013 году в собственности ФНПР осталось не более 30 % полученных от советских профсоюзов объектов. Однако провести аудит имущества Федерации невозможно, так как Михаил Шмаков занимает в руководстве ФНПР сразу три поста: Председатель Федерации, глава исполкома и глава Генерального совета. Эта непрозрачность вызывала протесты. 12 марта 2010 года Совет входящего в ФНПР Российского профсоюза работников судостроения принял постановление «О коррупции в ФНПР», в котором указывал следующее:
- Исполком ФНПР регулярно принимал решения об отчуждении (продаже или передаче на безвозмездной основе) профсоюзной недвижимости. При этом членам профсоюзов не сообщались сведения о цене, по которой реализовались объекты, и как расходовались вырученные от их продажи средства. Сведения о том, на какие цели тратились эти средства, не сообщались также организациям, входящим в ФНПР;
- Сметы доходов и расходов ФНПР, которые ежегодно обсуждались на заседаниях Генерального совета и Исполкома ФНПР, не содержали сведений о доходах и расходах Федерации в рублях (только в процентных долях).

В ответ на это постановление Владимир Макавчик, председатель Российского профсоюза работников судостроения, был исключён из Постоянной комиссии Генерального совета ФНПР по финансовой политике и бюджету ФНПР. При этом информация о доходах и расходах Федерации, в том числе о том, на какие цели тратятся средства, вырученные от продажи и аренды профсоюзной недвижимости, осталась закрытой.

## Награды
- Орден «За заслуги перед Отечеством» I степени (29 октября 2024) — за большой вклад в развитие профсоюзного движения в Российской Федерации и многолетнюю добросовестную работу[21];
- Орден «За заслуги перед Отечеством» II степени (21 октября 2019) — за большие заслуги перед государством и многолетнюю добросовестную работу[22];
- Орден «За заслуги перед Отечеством» III степени (12 августа 2009) — за большой вклад в развитие профсоюзного движения в Российской Федерации[23];
- Орден «За заслуги перед Отечеством» IV степени (12 августа 1999) — за заслуги перед государством и многолетний добросовестный труд[24][25];
- Орден «Знак Почёта» (1985);
- Медаль «В память 850-летия Москвы» (1997);
- Медаль «За заслуги перед Чеченской Республикой» (27 октября 2023) — за заслуги перед Чеченской Республикой, значительный вклад в развитие и укрепление профсоюзного движения, активную общественную деятельность[26];
- Медаль «За особые заслуги перед Калужской областью» III степени (8 декабря 2015) — за особые заслуги и высокие личные достижения, способствующие социально-экономическому развитию Калужской области
- Благодарность Президента Российской Федерации (14 августа 1995) — за активное участие в подготовке и проведении празднования 50-летия Победы в Великой Отечественной войне 1941—1945 годов[27];
- Почётная грамота правительства Российской Федерации (6 августа 1999) — за большой личный вклад в  становление и развитие Федерации независимых профсоюзов России и многолетний добросовестный труд[28];
- Почётная грамота правительства Российской Федерации (8 августа 2009) — за большой вклад в проведение социально-экономической политики государства, обеспечение прав и свобод граждан наградить председателя общественной организации[29];
- Благодарность Правительства Российской Федерации (18 февраля 2017) — за большой личный вклад в развитие социального партнерства в Российской Федерации, многолетнюю плодотворную работу и в связи с 25-летием образования Российской трехсторонней комиссии по регулированию социально-трудовых отношений[30];
- Кавалер Золотого Почетного знака «Общественное признание» (2003);
- Лауреат международной премии «Персона года — 2009» и многих общественных наград;
- Памятный знак «МПА СНГ. 25 лет» (27 марта 2017, Межпарламентская ассамблея СНГ) — за содействие в деятельности Межпарламентской Ассамблеи и её органов[31].

## Семья
Женат. Сын Виктор Михайлович Шмаков — бизнесмен, обогатившийся во многом благодаря ФНПР. Например, фирма Виктора Шмакова шесть лет получала подряды от Федерации независимых профсоюзов России на проведение «кремлёвских ёлок» (они финансировались за счёт бюджета Москвы).

## Увлечения
Своими увлечениями Шмаков называл охоту и автоспорт. Любимое издание — газета московских профсоюзов «Солидарность». Также читает «Экономику и жизнь», «Финансовую газету».